# Браничевска епархия
 Тази статия е за действащата епархия на Сръбската православна църква.  За историческата и титулярната епархия на Българската православна църква вижте Браницка епархия.  
Браничевската епархия (на сръбски: Епархија браничевска или Eparhija braničevska) е епархия на Сръбската православна църква с център в Пожаревац. Предстоятелят на епархията носи титлата епископ пожаревацко-браничевски.

## История
Първият известен с името архиерей на Браничевската епархия митрополит Мойсей е споменат в дарителната грамота от 1318 година на крал Милутин към Банския манастир. Вторият епископ — Йосиф, наречен в Загребски синодике на Православието отнасям последната четвърт на XIV век, като се предполага, че е заемал катедра до учредяването в Сръбската православна църква на Патриаршеството през 1346 г., когато Браничевската епархия е издигната в ранг Митрополия.
През 1380-1390 митрополията е управлявана от митрополит Михаил, а от 1416 година — от архиепископ Вениамин, който очевидно е последният от архиереите, заемал катедра в църквата „Свети Николай“ в Браничево. През 1428-1430 года, под деспот Георги Бранкович, сръбската столица и катедрата на Браничевската епархия са преместени в новопостроеното Смедерево на река Дунав. След завладяването на Сърбия от турците не са запазени точни сведения за архиереите на Браничевската епархия, вероятно тя скоро е била премахната.
На 30 август 1921 г. е взето решение за възстановяване на Браничевской епархия с център в Пожаревац.
Епископи на Сръбската православна църква
| Име                   | Име                 | Управление                          | Забележка                                |
| --------------------- | ------------------- | ----------------------------------- | ---------------------------------------- |
| Митрофан (Раич)       | Митрофан Рајић      | 29 януари 1922 – 24 януари 1930 †   |                                          |
| Йоан (Илич)           | Јован Илић          | 13 февруари 1930 — 7 октомври 1934  | от захумско-херцеговински е., в нишки е. |
| Вениамин (Таушанович) | Вениамин Таушановић | 7 октомври 1934 — 28 май 1952 †     | от злетовско-струмишки е.                |
| Хрисостом (Войнович)  | Хризостом Војиновић | 15 юни 1952 — 24 септември 1989 †   | от буденски е.                           |
| Сава (Андрич)         | Сава Андрић         | 17 ноември 1991 – 2 декември 1993 † | от врански е.                            |
| Игнатий (Мидич)       | Игнатије Мидић      | 26 юни 1994                         |                                          |

Браницка е титулярна епископия и на Българската екзархия от 21 април 1874 година, когато е ръкоположен епископ Климент.